# Megir
Megir (Migir, Miguir) ist ein osttimoresischer Ort im Suco Leolima (Verwaltungsamt Balibo, Gemeinde Bobonaro). Er liegt in einer Meereshöhe von 22 m im Nordwesten der Aldeia Duaderoc. Das Dorf dehnt sich entlang der Überlandstraße von Batugade zur Landeshauptstadt Dili aus. Die Straße führt hier zwischen die beiden Erhebungen Foho Mataulaun (97 m, 08° 53′ S, 125° 03′ O) und Taruik Kakauman (86 m, 08° 52′ S, 125° 02′ O) hindurch, bevor sie den Taruik Kakauman umrundet. Südwestlich befindet sich der Nachbarort Aimalae, nördlich im Suco Aidabaleten das Dorf Meguir. Bis 2015 gehörten Megir und Aimalae noch zum Suco Sanirin.
In Megir befindet sich eine Grundschule. Auf dem Taruik Kakauman steht ein Sendemast der Telemor.